# 利曼大戰
利曼大戰，又稱為紅色德比（Big Red Derby），在英語環境或會稱為西北德比（North West derby），在華語地區或會稱為雙紅會、雙紅大戰，是指英格蘭歷史上最成功的兩間俱樂部──利物浦與曼徹斯特聯的對戰。利曼大戰是英格蘭相當受關注的德比戰，全球的收視人數也超過了西班牙國家打吡。
这样特殊的称谓是因为利物浦與曼聯兩隊曾多次贏得英格蘭頂級聯賽冠軍，亦曾經多次贏得歐洲冠軍，同时，兩家球會同樣位於英格蘭西北地區，且雙方所處城市──利物浦市與曼徹斯特市歷史上一直處於競爭。兩家球會的對戰不但球員和領隊成爲焦點，兩隊球迷間的針鋒相對常常都會發生，其關注程度更勝他們與艾佛頓和曼城之間的同城德比。

## 歷史（或根源）

### 地方宿怨
曼聯及利物浦兩支球隊之間的宿怨，並不如阿仙奴及熱刺之間有著種種歷史之積怨，他們之間其實並沒有任何表面上的歷史積怨, 皆因兩隊的歷史高峯期並不重叠，反而是兩支球隊的所在城市長時間處於對立狀態所形成的。
利物浦於18世紀是英格蘭北部一個極為繁榮的港口，也是全英國第二大城市，該區跟歐洲各國及西印度群島之間建立起貿易關係，當中主要是奴隸貿易，佔全國80%的奴隸貿易也是由利物浦控制。而曼徹斯特於18世紀末因為工業革命發生重大變化，該區由於紡織業發達而開始蓬勃起來，同一時間，奴隸貿易開始式微，也讓利物浦市開始走向衰敗。雖然如此，因曼徹斯特位處內陸，當時來自曼徹斯特的製成品，以及曼徹斯特工廠所需要的原材料，都必須依賴40公里以外利物浦的港口才可進行進出口。有一天，利物浦港口突然單方面向曼徹斯特的進口商加大額入關税，造成整個曼徹斯特的不滿。於是，曼徹斯特市建造了一條運河，直接通向大西洋而不經過利物浦。今日曼徹斯特兩支球會（曼聯及曼城）的隊徽上都可以看到一艘輪船，代表的正是這條讓曼徹斯特市走向興旺的運河。
一直以來，利物浦市都是以商人、船運業為主；曼徹斯特則是以製造業為主。一個是英國主要的港口城市，另一個則是工業重鎮。利物浦市由於是個港口城市，市內以愛爾蘭移民為主，因此這個城市主要信奉天主教；曼徹斯特則跟其他英格蘭城市一樣，以新教（國教會）為主要信仰。兩個城市之間存在著很大的分野，也因此在不同層面上，來自兩個城市間的對立關係從不間斷。

### 球會宿怨
兩隊是英格蘭兩家最成功的足球會，皆因兩隊合共奪得135個錦標（截至2024年，其中利物浦69個，曼聯67個）。
利物浦的輝煌時期始於1975年，止於1990年。期間利物浦共奪得10個英甲冠軍（在1992年前英甲是英格蘭最高級的足球聯賽）、兩個足總盃冠軍、四個聯賽盃冠軍（1981年-1984年為四連霸）、九個社區盾、一個歐洲足協盃（即現今歐霸盃）冠軍、兩個歐洲冠軍球會盃（即現今歐洲聯賽冠軍盃）冠軍及一個歐洲超級盃冠軍。雖然至1990年之後利物浦依然有贏得錦標，並於2000-01年賽季奪得三項冠軍（足總盃、聯賽盃及歐洲足協盃），甚至於2005年歐洲聯賽冠軍盃決賽奇跡反勝AC米蘭奪得第五個冠軍（該場決賽被視爲歐洲聯賽冠軍盃經典決賽之一），但自英超於1992年成立之後至2018-19年賽季未曾贏過英超錦標，至此在英超的最好成績也只是奪得三次亞軍，直至2019-20年賽季才奪得英超首冠兼打破30年的聯賽錦標荒。值得一提的是在利物浦的全盛時期曼聯仍屬中游球隊，甚至利物浦全盛時期開始之初曼聯仍在英乙作賽（但該賽季曼聯以英乙冠軍重返英甲）。
曼聯的輝煌時期由亞歷斯·費格遜帶領下始於1993年，代表著該時期利物浦開始日落西山，而曼聯則開創其皇朝。期間曼聯共奪得13個英超冠軍、四個足總盃冠軍、三個聯賽盃冠軍、十個社區盾、兩個欧冠冠軍、一個歐洲超級盃冠軍、兩個世界冠軍球會盃冠軍（其中1999年的一次為洲際盃冠軍）。期間曼聯締造了三次本地雙冠王（英超及足總盃）和兩次歐洲雙冠王（英超及歐聯），其中最經典要數1998-99年賽季締造三冠王（英超、足總盃及歐聯），為現時歐洲其中七支能夠締造此佳績的球隊之一，其中於1999年歐洲聯賽冠軍盃決賽補時奇跡反勝拜仁慕尼黑奪得第二個冠軍（該場決賽被視爲歐洲聯賽冠軍盃經典決賽之一）。在英超競爭最激烈的一季要數2008–09賽季英格蘭超級聯賽。該賽季利物浦雖然雙殺曼聯，但曼聯大部分賽事表現出色，最後以90分力壓86分的利物浦成爲當季英超冠軍。更具話題性的是曼聯當時以第18個頂級聯賽冠軍平了宿敵利物浦的記錄。而曼聯於2010-11年賽季奪得英超冠軍（即第19個聯賽冠軍）後正式超越死敵利物浦的18個聯賽冠軍，及後於2012-13年賽季再奪得第20個聯賽冠軍成爲現今英格蘭奪得最多頂級聯賽冠軍的球隊。
兩隊的輝煌戰績經常被傳媒比較，再加上兩隊身處的城市已經處於歷史紛爭中，令兩隊關係進一步火上加油。雙方對賽必定成爲全球焦點。名宿球王比利更稱雙紅會的對賽可媲美西班牙國家打吡。
至於兩隊球迷開賽前中後起爭執乃家常便飯，雙方球迷發生打鬥在英格蘭非常普遍。近年在社交網站（如Twitter）雙方球迷的罵戰也隨處可見（接近雙紅會開賽前期更甚），所以雙紅會賽事通常會安排在午飯時間舉行及比賽開始前不得攜帶酒精進球場甚至身上不能有半點酒精，以免球迷醉酒鬧事。

### 球員宿怨
兩隊的積怨實則也蔓延至球員本身，如曼聯隊長兼前鋒朗尼，雖然於利物浦市出生及長大，但其球員生涯卻始於利物浦的另一宿敵愛華頓，並曾於2009年一個專訪中明言討厭利物浦。至於利物浦的神奇隊長謝拉特也在自製的微電影中明言討厭曼聯，同時也在微電影中聲言在自己家中絕對不會擁有任何曼聯的球衣（諷刺的是小時候的謝拉特最喜歡英格蘭國家隊隊長白賴仁笠臣，曾穿上他的國家隊球衣，結果被父親責罵）。正因如此，謝拉特多次在雙紅會中領紅離場。謝拉特更曾經狂言如果在奧脫福球場手球自己是絕對不會承認，結果此言一出即引發雙方球迷罵戰。而謝拉特在其職業生涯最後一次雙紅會中以後備球員身份於下半場入替，但僅出場38秒就因惡意踩向靴里拉而被直接紅牌趕出場。謝拉特在擔任阿士東維拉的領隊時將由曼聯租借給維拉的杜安沙比貶入冷板凳，連後備席也沒有，被指是不願意為曼聯球員練兵。結果曼聯將其轉租借給拿玻里。
在球場上兩隊球員也經常有火爆鏡頭，而且兩隊球員犯規時均矢口否認。當兩隊球員起爭執時雙方球迷經常在觀衆席起哄煽動場内球員，另如有其中一方球員被惡意絆倒時另一方球迷則會在觀衆席大喊「插水」（Diving）、「騙子」（Cheaters）等。
因兩隊敵對的關係，使英格蘭參加國際賽時多次傳出更衣室内不和諧的傳聞，如兩隊經常在更衣室發生衝突。在球場上兩隊亦無法作出團體合作，如曼聯球員不會助攻給利物浦球員，利物浦球員亦不傳球給曼聯球員等等。但近年兩隊球員在代表英格蘭參加國際賽時衝突比以前少了。

#### 事例
2010-11年賽季次循環，該場雙紅會充滿火藥味。雖然曼聯被利物浦以3-1技術性擊倒，但該場比賽的判決充滿不少爭議。球證菲爾·杜特無視利物浦不少的犯規，其中最爭議的一幕出現在上半場43分鐘。曼聯翼鋒蘭尼帶球前進時被利物浦中堅加歷查惡意剷跌，蘭尼應聲倒地，表情極度痛苦，再加上謝拉特認為蘭尼詐傷而再加多一腳踩在蘭尼腳上，之後惹起雙方球員爆發激烈衝突。球證杜特不但沒有即時阻止雙方的衝突，而且在雙方衝突完後只向加歷查出示黃牌了事。不過球賽中的慢鏡顯示，加歷查雙腳完全離地，而且在攔截時完全是向人不向球，動作非常礙眼。再加上利物浦領隊杜格利殊賽後接受記者訪問時說球員受傷是平常的事，再次激起曼聯球迷的怒火。而該次攔截後蘭尼被調離陣並養傷一段時間，證明蘭尼與加歷查有非常大的接觸。賽後不少評述員均批評杜特在該場雙紅會的表現，並認為加歷查應該被紅牌趕出場。
2011-12年賽季見證了艾夫拿和蘇亞雷斯恩怨情仇。首循環兩隊對戰時蘇亞雷斯疑似向艾夫拿作出種族歧視的言論，結果被英足總禁賽8場兼罰款4萬英鎊。次循環兩隊再對戰時蘇亞雷斯在開賽前亦不向艾夫拿握手，隨後里奧費迪南亦不向蘇亞雷斯握手以示不滿。該場比賽火藥味非常濃，其中蘇亞雷斯多次挑釁曼聯球員，在上半場結束時更憤怒地直接將球踢出場外，惹來在場曼聯球迷不滿。最終曼聯在主場2-1戰勝利物浦，蘇亞雷斯亦垂頭喪氣地步入更衣室。此時艾夫拿有失風度地故意跑到蘇亞雷斯面前，鼓動現場球迷慶祝，曼聯球迷同時亦對蘇亞雷斯作出噓聲。不過卻引起部分利物浦球員不滿並衝向艾夫拿理論，使球證群不得不分隔兩隊球員，而蘇亞雷斯則繼續頭也不回地返回更衣室。
2012-13年賽季首循環，曼聯翼鋒傑斯在中場發動進攻時利物浦中場琼乔·谢尔威首先將傑斯推跌然後再腳踢乔尼·埃文斯的背部，當值球證直接紅牌將其趕出場。舒爾維及其他利物浦球員對此判決非常不滿，舒爾維離開球場步入球員通道前更指罵曼聯領隊費格遜。
2014-15年賽季次循環是其中一場充滿火藥味的雙紅會之一。謝拉特下半場僅入替38秒就因為惡意踩向安德爾·埃雷拉被直接紅牌趕出場。巴洛迪利因為覺得曼聯球員多次侵犯其而幾乎動武，結果需要在場利物浦球迷安撫其情緒。史基泰爾在臨完場前一次攻勢中在德赫亞接球時惡意踩向其胸膛，此舉觸怒了迪基亞，雙方口角更幾乎動武。當值球證雖然看不到史基泰爾此次的動作，但英足總賽後決定秋後算賬，對史基泰爾作出停賽三場的處罰。

## 雙方獎項
| 球隊       | 頂級聯賽冠軍 | 足總盃 | 聯賽盃 | 社區盾 | 超級盃 | 歐冠盃 | 歐洲足協盃 / 歐霸盃 | 歐洲盃賽冠軍盃 | 歐洲超級盃 | 洲際盃 / 世冠盃 | 總計 |
| ---------- | ------------ | ------ | ------ | ------ | ------ | ------ | ------------------- | -------------- | ---------- | --------------- | ---- |
| 利物浦     | 20           | 8      | 10     | 16     | 1      | 6      | 3                   | 0              | 4          | 1               | 69   |
| 曼徹斯特聯 | 20           | 13     | 6      | 21     | 0      | 3      | 1                   | 1              | 1          | 2               | 68   |
| 合計       | 40           | 21     | 16     | 37     | 1      | 9      | 4                   | 1              | 5          | 3               | 137  |

表格更新至2025年
注：
- 利物浦的20個聯賽冠軍當中有18個是英甲冠軍，2個是英超冠軍
- 曼聯的20個聯賽冠軍當中有7個是英甲冠軍，13個是英超冠軍

## 球員轉會
由於兩所球會的對抗日漸激烈，因此歷年來絕少球員直接轉會至對手。最近一次有球員直接轉會至對手，已經是1964年的菲尔·奇斯诺尔（Phil Chisnall）。
有些球員曾經為兩所球會效力，但並非直接轉會，期間曾經代表其他球會，例如保羅·恩斯（Paul Ince）和彼得·比尔兹利（Peter Beardsley）。最近一次是2009年的米高·奧雲。
2007年夏天，曼聯的阿根廷後衛軒斯试图转会利物浦，被球會嚴詞拒絕。主帥費格遜的回答是：「曼联永远不会出售球员给利物浦，永远不！」，結果軒斯最終轉會至西班牙的皇家馬德里。
在2015年，有傳曼聯有意羅致拉希姆·斯特林，但已經被利物浦嚴詞拒絕。其後斯特林亦轉會至同樣身在曼彻斯特市的曼城。
| 日期       | 名字                                | 從     | 到     | 轉會費  |
| ---------- | ----------------------------------- | ------ | ------ | ------- |
| 1912年8月  | 汤姆·乔尔顿（Tom Chorlton）         | 利物浦 | 曼聯   |         |
| 1913年11月 | 杰基·谢尔登（Jackie Sheldon）       | 曼聯   | 利物浦 |         |
| 1920年9月  | （Tom Miller）                      | 利物浦 | 曼聯   | £2,000  |
| 1921年5月  | 弗雷德·霍普金（Fred Hopkin）        | 曼聯   | 利物浦 |         |
| 1929年2月  | （Tommy Reid）                      | 利物浦 | 曼聯   |         |
| 1938年1月  | （Ted Savage）                      | 利物浦 | 曼聯   |         |
| 1938年11月 | 艾伦比·奇尔顿（Allenby Chilton）    | 利物浦 | 曼聯   |         |
| 1954年2月  | 托马斯·麦克纳尔蒂（Thomas McNulty） | 曼聯   | 利物浦 | £7,000  |
| 1964年4月  | 菲尔·奇斯诺尔（Phil Chisnall）      | 曼聯   | 利物浦 | £25,000 |

## 數據
最後更新：2025年1月5日
|        | 曼聯勝 | 和局 | 利物浦勝 |
| ------ | ------ | ---- | -------- |
| 聯賽   | 69     | 53   | 62       |
| 足總盃 | 11     | 4    | 4        |
| 聯賽盃 | 2      | 0    | 3        |
| 歐洲賽 | 0      | 1    | 1        |
| 社區盾 | 1      | 3    | 1        |
| 附加賽 | 0      | 0    | 1        |
| 總計   | 83     | 61   | 72       |

## 最近三季對決
| 日期           | 主隊   | 賽果          | 客隊   | 球場                   | 賽事   |
| -------------- | ------ | ------------- | ------ | ---------------------- | ------ |
| 2025年1月5日   | 利物浦 | 2 - 2         | 曼联   | 安菲尔德球场           | 英超   |
| 2024年9月1日   | 曼聯   | 0 - 3         | 利物浦 | 奧脫福球場             | 英超   |
| 2024年4月7日   | 曼聯   | 2 - 2         | 利物浦 | 奧脫福球場             | 英超   |
| 2024年3月17日  | 曼聯   | 4 - 3（加時） | 利物浦 | 奧脫福球場             | 足總盃 |
| 2023年12月17日 | 利物浦 | 0 - 0         | 曼聯   | 晏菲路球場             | 英超   |
| 2023年3月5日   | 利物浦 | 7 - 0         | 曼聯   | 晏菲路球場             | 英超   |
| 2022年8月22日  | 曼聯   | 2 - 1         | 利物浦 | 奧脫福球場             | 英超   |
| 2022年7月12日  | 曼聯   | 4 - 0         | 利物浦 | 泰國，拉加曼加拉體育場 | 友誼賽 |
| 2022年4月19日  | 利物浦 | 4 - 0         | 曼聯   | 晏菲路球場             | 英超   |
| 2021年10月24日 | 曼联   | 0 - 5         | 利物浦 | 奧脫福球場             | 英超   |

## 歷次聯賽對賽賽果
| 日期           | 球場       | 賽果 | 賽事 |
| -------------- | ---------- | ---- | ---- |
| 1895年10月12日 | 晏菲路球場 | 7-1  | 英乙 |
| 1905年4月22日  | 晏菲路球場 | 4-0  | 英乙 |
| 1907年4月1日   | 晏菲路球場 | 0-1  | 英甲 |
| 1908年3月25日  | 晏菲路球場 | 7-4  | 英甲 |
| 1909年1月30日  | 晏菲路球場 | 3-1  | 英甲 |
| 1909年10月9日  | 晏菲路球場 | 3-2  | 英甲 |
| 1910年11月26日 | 晏菲路球場 | 3-2  | 英甲 |
| 1911年11月11日 | 晏菲路球場 | 3-2  | 英甲 |
| 1913年3月29日  | 晏菲路球場 | 0-2  | 英甲 |
| 1914年4月15日  | 晏菲路球場 | 1-2  | 英甲 |
| 1914年12月26日 | 晏菲路球場 | 1-1  | 英甲 |
| 1920年1月1日   | 晏菲路球場 | 0-0  | 英甲 |
| 1921年2月9日   | 晏菲路球場 | 2-0  | 英甲 |
| 1921年12月17日 | 晏菲路球場 | 2-1  | 英甲 |
| 1925年9月19日  | 晏菲路球場 | 5-0  | 英甲 |
| 1926年8月28日  | 晏菲路球場 | 4-2  | 英甲 |
| 1927年12月24日 | 晏菲路球場 | 2-0  | 英甲 |
| 1929年2月13日  | 晏菲路球場 | 2-3  | 英甲 |
| 1930年1月15日  | 晏菲路球場 | 1-0  | 英甲 |
| 1931年4月3日   | 晏菲路球場 | 1-1  | 英甲 |
| 1937年3月27日  | 晏菲路球場 | 2-0  | 英甲 |
| 1938年9月7日   | 晏菲路球場 | 1-0  | 英甲 |
| 1947年5月3日   | 晏菲路球場 | 1-0  | 英甲 |
| 1947年9月3日   | 晏菲路球場 | 2-2  | 英甲 |
| 1948年12月27日 | 晏菲路球場 | 0-2  | 英甲 |
| 1949年9月7日   | 晏菲路球場 | 1-1  | 英甲 |
| 1950年8月23日  | 晏菲路球場 | 2-1  | 英甲 |
| 1951年11月24日 | 晏菲路球場 | 0-0  | 英甲 |
| 1952年12月13日 | 晏菲路球場 | 1-2  | 英甲 |
| 1953年8月22日  | 晏菲路球場 | 4-4  | 英甲 |
| 1963年4月13日  | 晏菲路球場 | 1-0  | 英甲 |
| 1964年4月13日  | 晏菲路球場 | 3-0  | 英甲 |
| 1964年10月31日 | 晏菲路球場 | 0-2  | 英甲 |
| 1966年1月1日   | 晏菲路球場 | 2-1  | 英甲 |
| 1967年3月25日  | 晏菲路球場 | 0-0  | 英甲 |
| 1967年11月11日 | 晏菲路球場 | 1-2  | 英甲 |
| 1968年10月12日 | 晏菲路球場 | 2-0  | 英甲 |
| 1969年12月13日 | 晏菲路球場 | 1-4  | 英甲 |
| 1970年9月5日   | 晏菲路球場 | 1-1  | 英甲 |
| 1971年9月25日  | 晏菲路球場 | 2-2  | 英甲 |
| 1972年8月15日  | 晏菲路球場 | 2-0  | 英甲 |
| 1973年12月22日 | 晏菲路球場 | 2-0  | 英甲 |
| 1975年11月18日 | 晏菲路球場 | 3-1  | 英甲 |
| 1977年5月3日   | 晏菲路球場 | 1-0  | 英甲 |
| 1978年2月25日  | 晏菲路球場 | 3-1  | 英甲 |
| 1979年4月14日  | 晏菲路球場 | 2-0  | 英甲 |
| 1979年12月26日 | 晏菲路球場 | 2-0  | 英甲 |
| 1981年4月14日  | 晏菲路球場 | 0-1  | 英甲 |
| 1981年10月24日 | 晏菲路球場 | 1-1  | 英甲 |
| 1982年10月16日 | 晏菲路球場 | 0-0  | 英甲 |
| 1984年1月2日   | 晏菲路球場 | 1-1  | 英甲 |
| 1985年3月31日  | 晏菲路球場 | 0-1  | 英甲 |
| 1986年2月9日   | 晏菲路球場 | 1-1  | 英甲 |
| 1986年12月26日 | 晏菲路球場 | 0-1  | 英甲 |
| 1988年4月4日   | 晏菲路球場 | 3-3  | 英甲 |
| 1988年9月3日   | 晏菲路球場 | 1-0  | 英甲 |
| 1989年12月23日 | 晏菲路球場 | 0-0  | 英甲 |
| 1990年9月16日  | 晏菲路球場 | 4-0  | 英甲 |
| 1992年4月26日  | 晏菲路球場 | 2-0  | 英甲 |
| 1993年3月6日   | 晏菲路球場 | 1-2  | 英超 |
| 1994年1月4日   | 晏菲路球場 | 3-3  | 英超 |
| 1995年3月19日  | 晏菲路球場 | 2-0  | 英超 |
| 1995年12月17日 | 晏菲路球場 | 2-0  | 英超 |
| 1997年4月19日  | 晏菲路球場 | 1-3  | 英超 |
| 1997年12月6日  | 晏菲路球場 | 1-3  | 英超 |
| 1999年5月5日   | 晏菲路球場 | 2-2  | 英超 |
| 1999年9月11日  | 晏菲路球場 | 2-3  | 英超 |
| 2001年3月31日  | 晏菲路球場 | 2-0  | 英超 |
| 2001年11月4日  | 晏菲路球場 | 3-1  | 英超 |
| 2002年12月1日  | 晏菲路球場 | 1-2  | 英超 |
| 2003年11月9日  | 晏菲路球場 | 1-2  | 英超 |
| 2005年1月15日  | 晏菲路球場 | 0-1  | 英超 |
| 2005年9月18日  | 晏菲路球場 | 0-0  | 英超 |
| 2007年3月3日   | 晏菲路球場 | 0-1  | 英超 |
| 2007年12月16日 | 晏菲路球場 | 0-1  | 英超 |
| 2008年9月13日  | 晏菲路球場 | 2-1  | 英超 |
| 2009年10月25日 | 晏菲路球場 | 2-0  | 英超 |
| 2011年3月6日   | 晏菲路球場 | 3-1  | 英超 |
| 2011年10月15日 | 晏菲路球場 | 1-1  | 英超 |
| 2012年9月23日  | 晏菲路球場 | 1-2  | 英超 |
| 2013年9月1日   | 晏菲路球場 | 1-0  | 英超 |
| 2015年3月22日  | 晏菲路球場 | 1-2  | 英超 |
| 2016年1月17日  | 晏菲路球場 | 0-1  | 英超 |
| 2016年10月18日 | 晏菲路球場 | 0-0  | 英超 |
| 2017年10月14日 | 晏菲路球場 | 0-0  | 英超 |
| 2018年12月17日 | 晏菲路球場 | 3-1  | 英超 |
| 2020年1月19日  | 晏菲路球場 | 2-0  | 英超 |
| 2021年1月19日  | 晏菲路球場 | 0-0  | 英超 |
| 2022年4月19日  | 晏菲路球場 | 4-0  | 英超 |
| 2023年3月5日   | 晏菲路球場 | 7-0  | 英超 |
| 2023年12月17日 | 晏菲路球場 | 0-0  | 英超 |
| 2025年1月5日   | 晏菲路球場 | 2-2  | 英超 |

| 利物浦勝 | 和局 | 曼聯勝 |
| -------- | ---- | ------ |
| 43       | 24   | 25     |

| 日期           | 球場       | 賽果 | 賽事 |
| -------------- | ---------- | ---- | ---- |
| 1895年11月2日  | 銀行街球場 | 5-2  | 英乙 |
| 1904年12月24日 | 銀行街球場 | 3-1  | 英乙 |
| 1906年12月25日 | 銀行街球場 | 0-0  | 英甲 |
| 1907年9月7日   | 銀行街球場 | 4-0  | 英甲 |
| 1908年9月26日  | 銀行街球場 | 3-2  | 英甲 |
| 1910年2月19日  | 奧脫福球場 | 3-4  | 英甲 |
| 1911年4月1日   | 奧脫福球場 | 2-0  | 英甲 |
| 1912年3月23日  | 奧脫福球場 | 1-1  | 英甲 |
| 1912年11月23日 | 奧脫福球場 | 3-1  | 英甲 |
| 1913年11月1日  | 奧脫福球場 | 3-0  | 英甲 |
| 1915年4月2日   | 奧脫福球場 | 2-0  | 英甲 |
| 1919年12月26日 | 奧脫福球場 | 0-0  | 英甲 |
| 1921年2月5日   | 奧脫福球場 | 1-1  | 英甲 |
| 1921年12月24日 | 奧脫福球場 | 0-0  | 英甲 |
| 1926年3月10日  | 奧脫福球場 | 3-3  | 英甲 |
| 1927年1月15日  | 奧脫福球場 | 0-1  | 英甲 |
| 1928年5月5日   | 奧脫福球場 | 6-1  | 英甲 |
| 1928年9月15日  | 奧脫福球場 | 2-2  | 英甲 |
| 1929年9月21日  | 奧脫福球場 | 1-2  | 英甲 |
| 1931年4月6日   | 奧脫福球場 | 4-1  | 英甲 |
| 1936年11月21日 | 奧脫福球場 | 2-5  | 英甲 |
| 1939年5月6日   | 奧脫福球場 | 2-0  | 英甲 |
| 1946年9月11日  | 緬因路球場 | 5-0  | 英甲 |
| 1947年8月27日  | 緬因路球場 | 2-0  | 英甲 |
| 1948年12月25日 | 奧脫福球場 | 0-0  | 英甲 |
| 1950年3月15日  | 奧脫福球場 | 0-0  | 英甲 |
| 1950年8月30日  | 奧脫福球場 | 1-0  | 英甲 |
| 1952年4月12日  | 奧脫福球場 | 4-0  | 英甲 |
| 1953年4月20日  | 奧脫福球場 | 3-1  | 英甲 |
| 1953年12月19日 | 奧脫福球場 | 5-1  | 英甲 |
| 1962年11月10日 | 奧脫福球場 | 3-3  | 英甲 |
| 1963年11月23日 | 奧脫福球場 | 0-1  | 英甲 |
| 1965年4月24日  | 奧脫福球場 | 3-0  | 英甲 |
| 1965年10月9日  | 奧脫福球場 | 2-0  | 英甲 |
| 1966年12月10日 | 奧脫福球場 | 2-2  | 英甲 |
| 1968年4月6日   | 奧脫福球場 | 1-2  | 英甲 |
| 1968年12月14日 | 奧脫福球場 | 1-0  | 英甲 |
| 1969年9月13日  | 奧脫福球場 | 1-0  | 英甲 |
| 1971年4月19日  | 奧脫福球場 | 0-2  | 英甲 |
| 1972年4月3日   | 奧脫福球場 | 0-3  | 英甲 |
| 1972年11月11日 | 奧脫福球場 | 2-0  | 英甲 |
| 1973年9月29日  | 奧脫福球場 | 0-0  | 英甲 |
| 1976年2月18日  | 奧脫福球場 | 0-0  | 英甲 |
| 1977年2月16日  | 奧脫福球場 | 0-0  | 英甲 |
| 1977年10月1日  | 奧脫福球場 | 2-0  | 英甲 |
| 1978年12月26日 | 奧脫福球場 | 0-3  | 英甲 |
| 1980年4月5日   | 奧脫福球場 | 2-1  | 英甲 |
| 1980年12月26日 | 奧脫福球場 | 0-0  | 英甲 |
| 1982年4月7日   | 奧脫福球場 | 0-1  | 英甲 |
| 1983年2月26日  | 奧脫福球場 | 1-1  | 英甲 |
| 1983年9月24日  | 奧脫福球場 | 1-0  | 英甲 |
| 1984年9月22日  | 奧脫福球場 | 1-1  | 英甲 |
| 1985年10月19日 | 奧脫福球場 | 1-1  | 英甲 |
| 1987年4月20日  | 奧脫福球場 | 1-0  | 英甲 |
| 1987年11月15日 | 奧脫福球場 | 1-1  | 英甲 |
| 1989年1月1日   | 奧脫福球場 | 3-1  | 英甲 |
| 1990年3月18日  | 奧脫福球場 | 1-2  | 英甲 |
| 1991年2月3日   | 奧脫福球場 | 1-1  | 英甲 |
| 1991年10月6日  | 奧脫福球場 | 0-0  | 英甲 |
| 1992年10月18日 | 奧脫福球場 | 2-2  | 英超 |
| 1994年3月30日  | 奧脫福球場 | 1-0  | 英超 |
| 1994年9月17日  | 奧脫福球場 | 2-0  | 英超 |
| 1995年10月1日  | 奧脫福球場 | 2-2  | 英超 |
| 1996年10月12日 | 奧脫福球場 | 1-0  | 英超 |
| 1998年4月10日  | 奧脫福球場 | 1-1  | 英超 |
| 1998年9月24日  | 奧脫福球場 | 2-0  | 英超 |
| 2000年3月4日   | 奧脫福球場 | 1-1  | 英超 |
| 2000年12月17日 | 奧脫福球場 | 0-1  | 英超 |
| 2002年1月22日  | 奧脫福球場 | 0-1  | 英超 |
| 2003年4月5日   | 奧脫福球場 | 4-0  | 英超 |
| 2004年4月24日  | 奧脫福球場 | 0-1  | 英超 |
| 2004年9月20日  | 奧脫福球場 | 2-1  | 英超 |
| 2006年1月22日  | 奧脫福球場 | 1-0  | 英超 |
| 2006年10月22日 | 奧脫福球場 | 2-0  | 英超 |
| 2008年3月23日  | 奧脫福球場 | 3-0  | 英超 |
| 2009年3月14日  | 奧脫福球場 | 1-4  | 英超 |
| 2010年3月27日  | 奧脫福球場 | 2-1  | 英超 |
| 2010年9月19日  | 奧脫福球場 | 3-2  | 英超 |
| 2012年2月11日  | 奧脫福球場 | 2-1  | 英超 |
| 2013年1月13日  | 奧脫福球場 | 2-1  | 英超 |
| 2014年3月16日  | 奧脫福球場 | 0-3  | 英超 |
| 2014年12月14日 | 奧脫福球場 | 3-0  | 英超 |
| 2015年9月12日  | 奧脫福球場 | 3-1  | 英超 |
| 2017年1月16日  | 奧脫福球場 | 1-1  | 英超 |
| 2018年3月10日  | 奧脫福球場 | 2-1  | 英超 |
| 2019年2月24日  | 奧脫福球場 | 0-0  | 英超 |
| 2019年10月20日 | 奧脫福球場 | 1-1  | 英超 |
| 2021年5月14日  | 奧脫福球場 | 2-4  | 英超 |
| 2021年10月24日 | 奧脫福球場 | 0-5  | 英超 |
| 2022年8月22日  | 奧脫福球場 | 2-1  | 英超 |
| 2024年4月7日   | 奧脫福球場 | 2-2  | 英超 |
| 2024年9月1日   | 奧脫福球場 | 0-3  | 英超 |

| 曼聯勝 | 和局 | 利物浦勝 |
| ------ | ---- | -------- |
| 44     | 29   | 19       |

## 對賽往績(女子隊)
自從2018年曼聯成立女子隊後，利曼大戰在女子隊也開始上演。
| 日期          | 地點           | 對賽   | 對賽 | 對賽   | 賽事            |
| 日期          | 地點           | 主隊   | 比分 | 作客   | 賽事            |
| ------------- | -------------- | ------ | ---- | ------ | --------------- |
| 2018年8月19日 | 普倫頓公園球場 | 利物浦 | 0–1  | 曼聯   | 2018–19 聯賽盃  |
| 2019年9月28日 | 利鎮體育村     | 曼聯   | 2–0  | 利物浦 | 2019–20女子英超 |
| 2020年10月7日 | 普倫頓公園球場 | 利物浦 | 3–1  | 曼聯   | 2020–21 聯賽盃  |
| 2021年8月8日  | 卡靈頓訓練場   | 曼聯   | 2–2  | 利物浦 | 季前友誼賽      |
| 2023年1月15日 | 利鎮體育村     | 曼聯   | 6–0  | 利物浦 | 2022–23女子英超 |

## 外部連結
- FootballDerbies.com（页面存档备份，存于）
- 完整結果 在 LFCHistory.net
- 曼聯對利物浦 在 MUFCinfo.com